# Celles (Hainaut)
Celles (in piccardo Chièl, Chèl) è un comune belga di 5 447 abitanti, situato nella provincia vallona dell'Hainaut.
I dintorni di Celles ospitano il castello di Noisy, noto per essere abbandonato, luogo di riprese cinematografiche e meta di appassionati del genere.

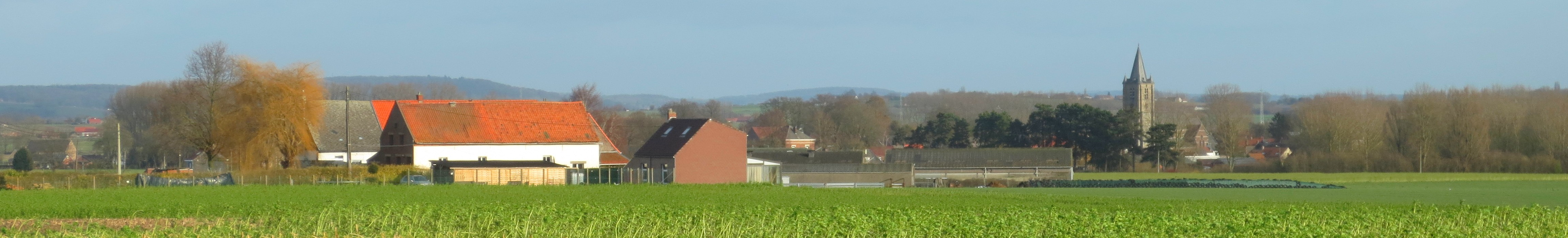
Celles